# Източни Карпати (биосферен резерват)
Биосферен резерват „Източни Карпати“ е трансгранична защитена територия, разположена в Източните Карпати, определена за област от глобално значение по програмата на ЮНЕСКО „Човекът и биосферата“.
Има статут на биосферен резерват от Световната мрежа на биосферните резервати на ЮНЕСКО и включва територии от 3 държави – Полша, Словакия и Украйна, с обща площ от 2 132,11 km2.
Първоначално, през 1992 година, в границите на резервата се включват само части от Плоша и Словакия. През 1998 година бива разширен като е добавена и част от Украйна. Резерватът включва следните защитени национални територии:
- в Полша
  - Биешчадски национален парк (на полски: Bieszczadzki Park Narodowy) и двата съседни ландшафтни парка „Цисна-Ветлина“ (Ciśniańsko-Wetliński Park Krajobrazowy) и „Санска долина“ (Park Krajobrazowy Doliny Sanu);
- в Словакия
  - Национален парк Полонини (на словашки: Národný park Poloniny) и прилежащите му територии;
- в Украйна
  - Ужански национален природен парк (на украински: Національний природний парк Ужанський) и Надсянски регионален ландшафтен парк (Регіональний ландшафтний парк „Надсянський“).

|  | Тази страница частично или изцяло представлява превод на страницата East Carpathian Biosphere Reserve в Уикипедия на английски. Оригиналният текст, както и този превод, са защитени от Лиценза „Криейтив Комънс – Признание – Споделяне на споделеното“, а за съдържание, създадено преди юни 2009 година – от Лиценза за свободна документация на ГНУ. Прегледайте историята на редакциите на оригиналната страница, както и на преводната страница, за да видите списъка на съавторите. ВАЖНО: Този шаблон се отнася единствено до авторските права върху съдържанието на статията. Добавянето му не отменя изискването да се посочват конкретни източници на твърденията, които да бъдат благонадеждни. |